# ماتياس زيمر
ماتياس زيمر (بالألمانية: Matthias Zimmer )‏ (و. 1961 – م) هو سياسي، من ألمانيا، ولد في ماربورغ، هو عضوٌ في الاتحاد الديمقراطي المسيحيشارك في الانتخابات الرئاسية الألمانية 2012، والانتخابات الرئاسية الألمانية 2010.

## مناصب
تولى منصب عضو في البوندستاغ الألماني.